# ITF Les Franqueses del Vallès
Das ITF Les Franqueses del Vallès (offiziell: Torneig Internacional Els Gorchs) ist ein Tennisturnier der ITF Women’s World Tennis Tour, das in Les Franqueses del Vallès, Spanien, auf Hartplatz ausgetragen wird.

## Siegerliste

### Einzel
| Jahr                            | Siegerin                | Finalgegnerin       | Ergebnis       |
| ------------------------------- | ----------------------- | ------------------- | -------------- |
| ↓ Kategorie: $10.000 ↓          |                         |                     |                |
| 2005                            | Estrella Cabeza Candela | Justine Ozga        | 7:63, 4:6, 6:2 |
| 2006                            | Sandhya Nagaraj         | İpek Şenoğlu        | 6:4, 6:2       |
| 2007                            | Cynthia Prieto García   | Antonia Matic       | 2:6, 6:4, 7:65 |
| 2008                            | Justine Ozga            | Kristi Miller       | 4:6, 6:3, 7:63 |
| 2009                            | Irina Ramialison        | Cindy Chala         | 3:6, 6:4, 6:4  |
| 2010 und 2011 nicht ausgetragen |                         |                     |                |
| 2012                            | Ksenija Mileuskaja      | Nastassja Jakimawa  | 7:5, 6:75, 6:4 |
| 2013                            | Océane Dodin            | Tess Sugnaux        | 6:3, 6:3       |
| 2014 bis 2017 nicht ausgetragen |                         |                     |                |
| ↓ Kategorie: $25.000 ↓          |                         |                     |                |
| 2018                            | Paula Badosa            | Margarita Gasparjan | 6:4, 3:6, 6:2  |
| ↓ Kategorie: W60 ↓              |                         |                     |                |
| 2019                            | Katy Dunne              | Paula Badosa        | 7:5, 6:3       |
| ↓ Kategorie: W80+H ↓            |                         |                     |                |
| 2020                            | abgesagt                | abgesagt            | abgesagt       |
| 2021                            | Maryna Zanevska         | Ylena In-Albon      | 7:65, 6:4      |
| ↓ Kategorie: W100 ↓             |                         |                     |                |
| 2022                            | Jasmine Paolini         | Kateryna Baindl     | 6:4, 6:4       |
| 2023                            | Magdalena Fręch         | Sara Errani         | 7:5, 4:6, 6:4  |
| 2024                            | Anastassija Sacharowa   | Alina Tscharajewa   | 6:3, 6:1       |

### Doppel
| Jahr                            | Siegerinnen                              | Finalgegnerinnen                            | Ergebnis          |
| ------------------------------- | ---------------------------------------- | ------------------------------------------- | ----------------- |
| ↓ Kategorie: $10.000 ↓          |                                          |                                             |                   |
| 2005                            | Hannah Kürvers Justine Ozga              | Sandhya Nagaraj Svenja Weidemann            | 6:2, 6:2          |
| 2006                            | Sandhya Nagaraj Sheila Solsona Carcasona | Nuria Sánchez García Astrid Waernes García  | 6:2, 6:3          |
| 2007                            | Daisy Ames Lizaan du Plessis             | Gajane Vage Maribel Vicente Joyera          | 6:0, 6:2          |
| 2008                            | Aleksandra Josifoska Katarzyna Piter     | Bojana Borovnica Cristina Sánchez Quintanar | 6:3, 2:6, [10:3]  |
| 2009                            | Ximena Hermoso Garbiñe Muguruza          | Efrat Mishor Anna Zaja                      | 6:2, 6:2          |
| 2010 und 2011 nicht ausgetragen |                                          |                                             |                   |
| 2012                            | Carolin Daniels Jewgenija Paschkowa      | Sharmada Balu He Sirui                      | 6:4, 6:3          |
| 2013                            | Dide Beijer Estelle Cascino              | Cornelia Lister Sara Sussarello             | 6:4, 6:70, [10:6] |
| 2014 bis 2017 nicht ausgetragen |                                          |                                             |                   |
| ↓ Kategorie: $25.000 ↓          |                                          |                                             |                   |
| 2018                            | Giuliana Olmos Laura Pigossi             | Raluca Șerban Pranjala Yadlapalli           | 6:4, 6:4          |
| ↓ Kategorie: W60 ↓              |                                          |                                             |                   |
| 2019                            | Jessika Ponchet Eden Silva               | Jodie Anna Burrage Olivia Nicholls          | 6:3, 6:4          |
| ↓ Kategorie: W80+H ↓            |                                          |                                             |                   |
| 2020                            | abgesagt                                 | abgesagt                                    | abgesagt          |
| 2021                            | Irina Chromatschowa Arina Rodionova      | Susan Bandecchi Eden Silva                  | 2:6, 6:3, [10:6]  |
| ↓ Kategorie: W100 ↓             |                                          |                                             |                   |
| 2022                            | Aliona Bolsova Rebeka Masarova           | Misaki Doi Beatrice Gumulya                 | 7:5, 1:6, [10:3]  |
| 2023                            | Angelica Moratelli Camilla Rosatello     | Gao Xinyu Darja Semeņistaja                 | 4:6, 7:5, [10:6]  |
| 2024                            | Jekaterina Reingold Alina Tscharajewa    | Mina Hodzic Caroline Werner                 | 6:2, 7:62         |

## Quelle
- ITF Homepage